# Хузун
Хузун (рум. Huzun) — село у Страшенському районі Молдови. Входить до складу комуни, адміністративним центром якої є село Міклеушень.

## Населення
За даними перепису населення 2004 року у селі проживали 296 осіб.
Національний склад населення села:
| Національність | Кількість осіб | Відсоток |
| -------------- | -------------- | -------- |
| молдавани      | 294            | 99,3%    |
| українці       | 1              | 0,3%     |
| росіяни        | 1              | 0,3%     |
| Всього         | 296            | 100%     |